# Koń, który mówi
Koń, który mówi (ang. Mister Ed, 1958–1966) − serial produkcji amerykańskiej. Powstało łącznie 145 odcinków serialu.

## Emisja
Serial był emitowany z polskim dubbingiem na antenie TVP1 w latach 60. XX wieku, zaś od 5 września 2009 r. w TV Puls w wersji lektorskiej.

## Obsada
- Allan Lane – Mister Ed (głos: 144 odcinki)[1]
- koń Bamboo Harvester – Mister Ed (144)[2]
- Alan Young – Wilbur Post (144)
- Connie Hines – Carol Post (144)
- Larry Keating – Roger Addison (81)
- Edna Skinner – Kay Addison (86)
- Leon Ames – Gordon Kirkwood (40)
- Florence MacMichael – Winnie Kirkwood (40)
- Barry Kelley – ojciec Carol Post (11)
- Al Roberts – role epizodyczne (27)
- Reed Howes – role epizodyczne (13)
- James Flavin – p. Kramer (8)
- Jack Albertson – Paul Fenton (6)
- Joe Conley – Charley Grant (6)
- Richard Deacon – dr Gordon (6)
- Patricia Patrick – role epizodyczne (6)
- Hazel Shermet – panna Culbertson (5)
- Barbara Morrison – Mabel (5)
- Ray Kellogg – Frank (5)
- Nick Stewart – Charles (5)
- Henry Corden – Mordini (4)
- Logan Field – Hogan (4)
- Frank Wilcox – Fred Gilbert (4)
- Richard Reeves – Charley (4)
- Karl Lukas – Harry (4)
- Ben Welden – Joe (4)
- Robert Nunn – Steve (4)
- Lisabeth Field – Mildred Webster (4)
- Al Checco – Joe King (4)

## Wersja polska
Wersja polska: Studio Opracowań Filmów w Warszawie

Reżyser: Jerzy Twardowski

Dialogi: Elżbieta Łopatniukowa

Dźwięk: Zdzisław Siwiec

Montaż: Maria Sucharska

Kierownik produkcji: Waldemar Szczepański

Wystąpili:
- Władysław Hańcza – Mister Ed
- Halina Kossobudzka
- Aniela Świderska
- Wieńczysław Gliński - właściciel Mister Eda
- Leon Pietraszkiewicz
- Saturnin Żórawski
- Helena Bartosik